# 童士詠
童士詠（越南语：／，1833年2月15日—1901年1月21日），阮朝舉人、官員。

## 生平
童士詠爲承天府富榮縣茂才社人（今屬承天順化省富榮縣）。
嗣德十四年（1861年），在承天場考中辛酉科舉人。後任侍郎，充職內閣。